# Francesco Maria Carnea Steffaneo
Il barone Francesco Maria Carnea Steffaneo (Tapogliano, 10 giugno 1759 – Vienna, 2 maggio 1825) è stato un politico, letterato e educatore austriaco.
Ricoprì la carica di Commissario aulico Plenipotenziario imperiale per Istria, Dalmazia e Albania dal 1801 al 1804 e dal 1802 al 1807 fu il precettore dell'erede al trono imperiale, nonché futuro imperatore, Ferdinando I d'Austria. Inoltre fu consigliere intimo dell'imperatore Francesco I d'Austria.